# رندهم
رندهم (به انگلیسی: Rendham) یک روستا و محله مدنی در بریتانیا است که در Suffolk Coastal واقع شده‌است. رندهم ۲۱۶ نفر جمعیت دارد.